# 渡嘉敷港

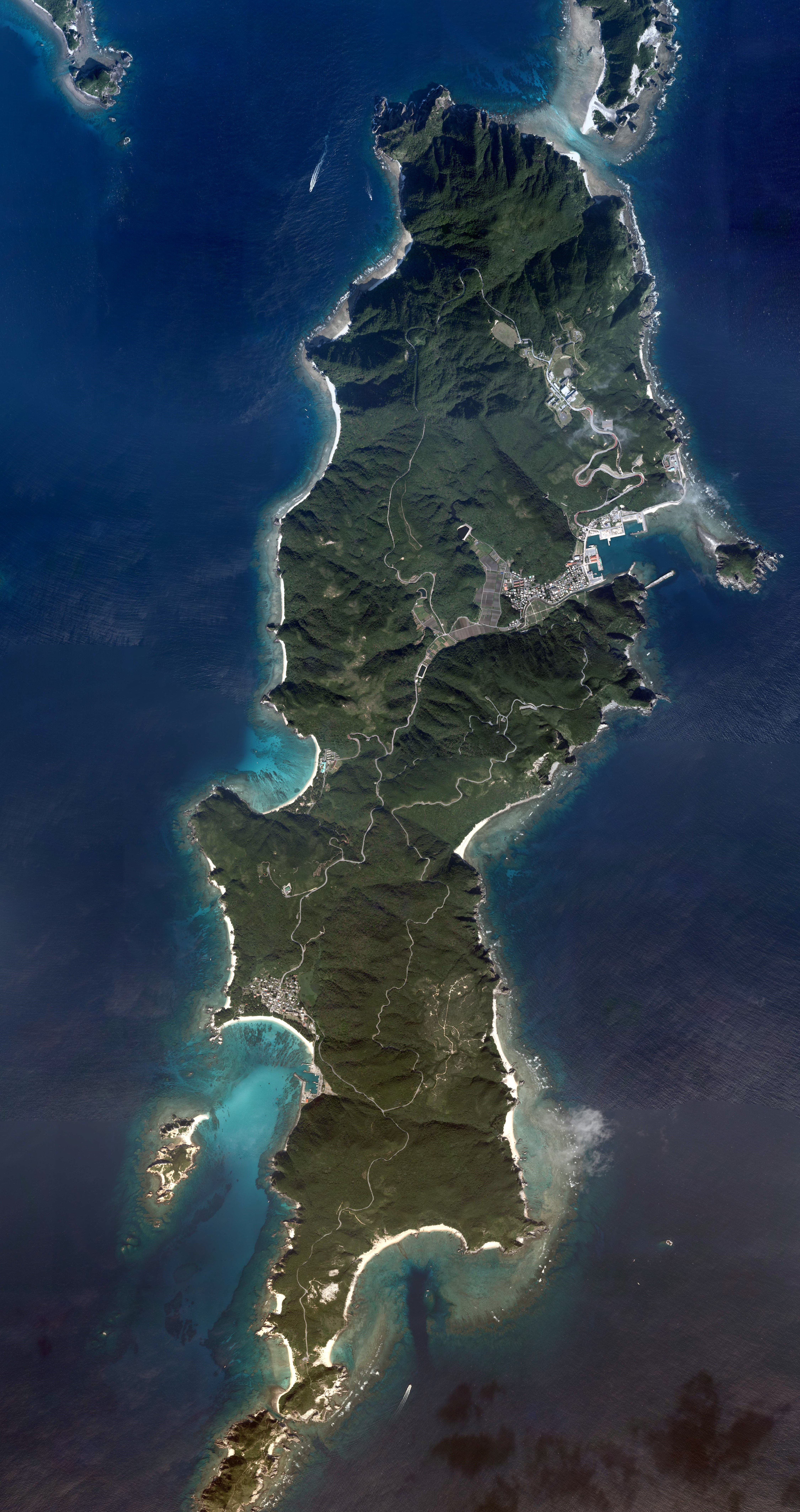
中央右の港湾が渡嘉敷港2008年11月に撮影した空中写真18枚を合成。出典:『国土交通省「国土画像情報（カラー空中写真）」（配布元：国土地理院地図・空中写真閲覧サービス）』

渡嘉敷港（とかしきこう）は、沖縄県島尻郡渡嘉敷村にある地方港湾。港湾管理者は沖縄県。統計法に基づく港湾調査規則では乙種港湾に分類されている。沖縄本島の西方約30kmに位置する渡嘉敷島の拠点港で、島の東岸に位置している。
村営航路のフェリーが発着するほか、主に島の小型船が利用する。渡嘉敷島には空港がないため、村営航路が本島との唯一の交通手段となっている。このほか、渡嘉敷島と阿嘉港（阿嘉島）、座間味港（座間味島） を結ぶ座間味村の連絡船がオンデマンド運航されているが、当港ではなく南部の阿波連港を発着する。
2015年度の発着数は1,004隻（263,740総トン）、利用客数は230,583人（乗込人員114,722人、上陸人員115,861人）である。

## 航路

### 渡嘉敷村営航路

#### フェリー
- 那覇港（泊ふ頭） - 渡嘉敷港

那覇港を起点に1日1往復が運航されている。所要時間70分、「フェリーとかしき」が就航する。

#### 高速船
- 那覇港（泊ふ頭） - 渡嘉敷港

那覇港を起点に1日2往復（繁忙期3往復）が運航されている。所要時間35分、「マリンライナーとかしき」が就航する。

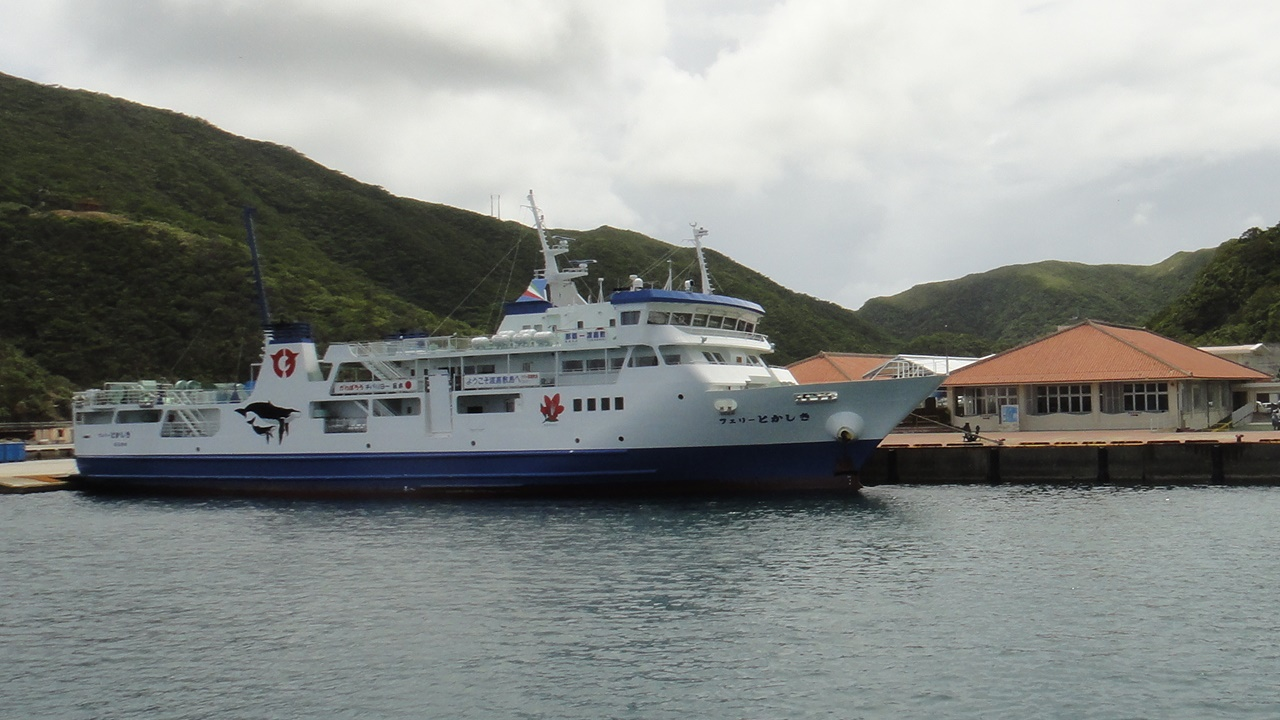
フェリーとかしき
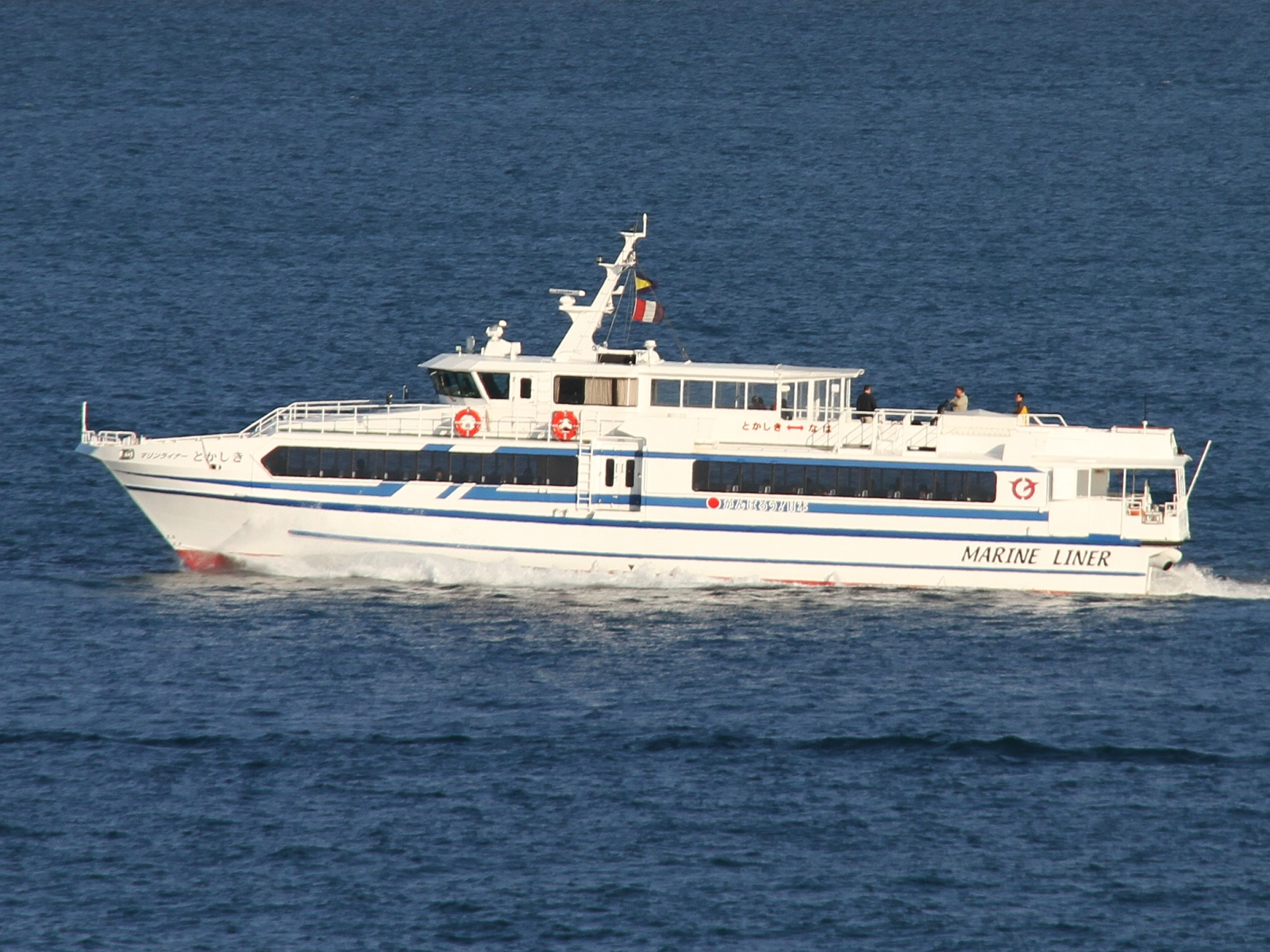
マリンライナーとかしき

## 港湾施設
- 旅客待合所
- フェリー岸壁
- 高速船浮桟橋

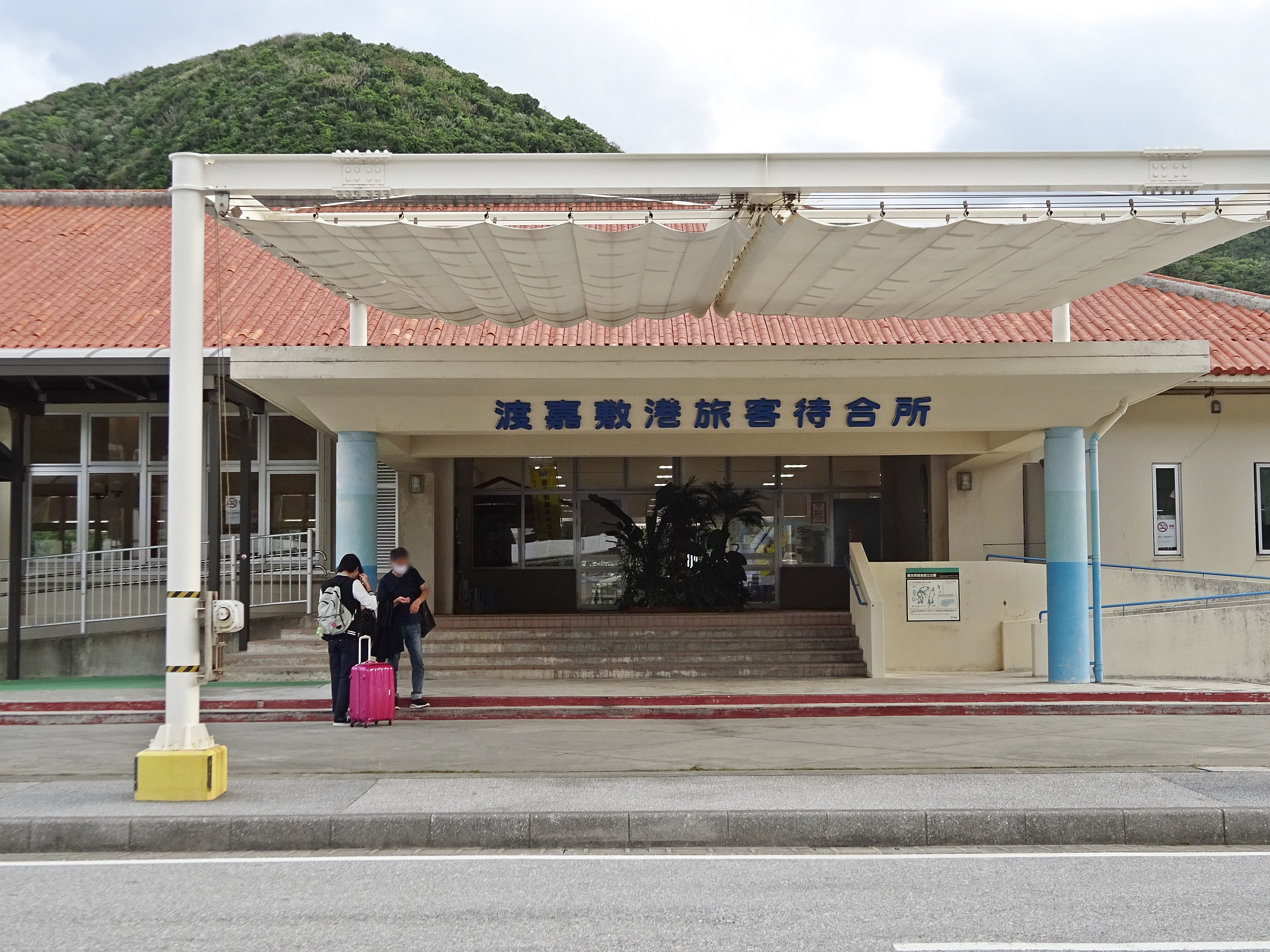
旅客船待合所